# Wish (Windowing Shell)
wish (z anglického Windowing Shell) je jednoduchý skriptovací a interaktivní interpret příkazů pro X Window System a MacOS. Existují i implementace pro Windows a Android. Wish umožňuje uživateli řízení komponent grafického uživatelského rozhraní pomocí Tk toolkitu a dovoluje používání programovacího jazyka Tcl.
wish je software s otevřeným zdrojovým textem a je součástí Tcl/Tk.

## Použití
wish lze spustit bez parametrů. Pak se zobrazí znak % jako nápověda a interpret očekává příkazy zadávané interaktivně uživatelem. Zároveň se objeví okno, ve kterém se zobrazují widgety vytvořené příkazy uživatele. Tento režim je vhodný pro experimentování.
Častěji se wish spouští s parametrem tvořeným jménem souboru, který obsahuje Tcl/Tk skript. Tcl/Tk skripty lze také spouštět přímo; v Unixu pomocí konstrukce shebang; ve Windows asociováním přípony .tcl s programem wish.